# Leptastrea purpurea
Leptastrea purpurea är en korallart som först beskrevs av James Dwight Dana 1846.  Leptastrea purpurea ingår i släktet Leptastrea och familjen Faviidae. IUCN kategoriserar arten globalt som livskraftig. Inga underarter finns listade i Catalogue of Life.